# Henri Capitant
Henri Capitant (ur. 15 września 1865 w Grenoble, zm. 21 września 1937 w Allinges) francuski prawnik.
Był profesorem i wykładowcą prawa na uniwersytetach w Paryżu (1909-1935) i Grenoble (1891-1908). Założył Towarzystwo Przyjaciół Francuskiej Kultury Prawniczej, które po jego śmierci zostało nazwane jego imieniem (Association Henri Capitant des Amis de la Culture Juridique Française).
W 1929 Uniwersytet Warszawski przyznał mu tytuł doktora honoris causa.